# 奥原アイザック
奥原 アイザック（おくはら アイザック、1975年（昭和50年）11月30日 - ）は、京都府出身の放送作家、脚本家。

## プロフィール
立命館大学経営学部卒業。
1999年、日本テレビ系列で放送されたバラエティ番組『進ぬ!電波少年』内の企画、「電波少年的地球防衛軍」ブルー隊員のオーディションに合格。「山内浩司」の芸名でタレントとして活動後、作家へ転向する。
2012年には、3歳から36歳までの実体験を綴った自伝ブログ「あかんたれ」をおよそ8か月間連載。

## 出演
テレビ
- 進ぬ!電波少年（日本テレビ系列）
  - 電波少年的地球防衛軍
  - 電波少年的模倣犯
  - 電波少年的模倣犯2
- THE夜もヒッパレ（日本テレビ系列）
- 雷波少年（日本テレビ系列）
- 電波少年的放送局（CS日テレ）

CD
- てぇへんだ‼The Earth（2000年5月24日、Sony Records、作詞：サンプラザ中野、作曲：パッパラー河合）

ビデオ
- 電波少年的 地球防衛軍ショー WORLD TOUR 2000 IN JAPAN 伝説の最終公演（2000年10月8日、VAP VPVF-61070）

オリジナルビデオ
- 麻雀飛龍伝説 天牌III（2001年、Softgarage）
- 麻雀飛龍伝説 天牌IV（2002年、Softgarage）
- 民事介入暴力（ミンボー）非合法領域 2（2002年、オールインエンタテインメント）

舞台
- 地球防衛軍ショーワールドツアー（シドニー・オペラハウス、日本公演）
- 東京汗かきボンバーズ『ハジメとトミオ』
- 東京汗かきボンバーズ『3日間』
- 東京汗かきボンバーズ『秋場所』
- 東京汗かきボンバーズ番外公演『僕は彼女についていく』

## 脚本・演出

### DVD
- やさぐれぱんだ 金盤・銀盤（構成）
- やさぐれぱんだ 竹盤・笹盤（構成）
- オムニバスコント公演 安田ユーシ・犬飼若博の「Live双六 録」（脚本提供）

### テレビ
- 納得！きょうだい研究所（構成）
- なるほど！4コマ理論（構成）
- TVチャンピオン「レゴブロック王選手権」（構成）
- アリなし〜アリケン★ゴールデンスタジアム〜（構成）
- GOD EYE（構成）
- キムヒョンジュンがプロデュース!? 吉本芸人 韓流デビュー大作戦（構成）
- 住んでる人が見たい！ 世界の超！絶景ハウス（構成）
- 住んでる人が見たい！ 世界の超！絶景ハウス2（構成）
- 住んでる人が見たい！ 世界の超！絶景ハウス3（構成）
- 地球の果てからお家に帰ろう（構成）
- スーパーアイドル突然訪問！ファンのお仕事体験記（構成）
- 林修先生の見れば納得！ギジンカイメイ（構成）
- ドキドキ宅配便　それ、届けにいきませんか？（構成）
- がむしゃらジャパニーズ（構成）
- クイズおぼえてますか？ホームビデオで知る自分ヒストリー（構成）
- 企画力芸人（構成）
- GENERATIONS高校TV（構成）
- アッと！ホームビデオ（構成）

### 舞台
- レンジ（下北沢駅前劇場、作・演出）
- 双りで六本（新宿Fu-、脚本提供）
- 双六 参（下北沢OFF・OFFシアター、脚本提供）
- 双六 ヨン！（下北沢駅前劇場、脚本提供）
- 双六 録（ザムザ阿佐ヶ谷、脚本提供）
- 奥原プロデュース公演『間接技』（新宿Fu-、作・演出）
- 奥原プロデュース公演『Luck Go！』（新宿ゴールデン街劇場、作・演出）
- 奥原プロデュース公演『Luck Go！其ノ弐』（新宿ゴールデン街劇場、作・演出）
- 奥原プロデュース公演『Luck Go！京都公演』（ART COMPLEX 1928、作・演出）
- 赤星まき1人芝居『赤星STYLE〜愛と休憩〜』（渋谷シアターD、脚本提供）
- 関口愛美1人芝居『ポロリ伝説』（渋谷シアターD、作・演出）
- 関口愛美1人芝居『狙い』（渋谷シアターD、作・演出）
- 佐藤貴史×川村エミコのオムニバス二人芝居『なかよし劇場Vol.1』（下北沢シアター711、「レンタル彼氏」作・演出）
- 月の番犬（下北沢シアター711、作・演出）

### メールマガジン
- Magalry サバンナ高橋『味噌汁のような存在に僕はなりたい』（ライター）
- 受験サプリ放課後版 サバンナ高橋『あの時ああしといたらモテたのになぁ』（ライター）

### 雑誌
- TOKYOデートスペシャルなび サバンナ高橋の「参考程度にしてください…。割とタメになるかもしれない話」（ライター）

### その他
- つんく♂プロデュース公演『初恋のカケラ2010』（演出助手）
- つんく♂プロデュース公演『真剣 女の陣 キラーコンテンツ』（演出助手）
- THEポッシボーライブ『2011春 Love is here 希望の光』（演出助手）